# Mauricio Serna
Mauricio Alberto Serna Valencia (Medellín, Antioquia, Colombia; 22 de enero de 1968), también conocido como Chicho Serna, es un exfutbolista profesional y actual dirigente deportivo colombiano que jugaba como volante central. Su tío-abuelo Rafael Serna también fue futbolista y anotó el primer gol en la historia del fútbol profesional colombiano en 1948. Desde el 13 de mayo de 2022 formó parte del consejo de fútbol del Club Atlético Boca Juniors de la Liga Profesional de Fútbol Argentino, cargo en el que se mantuvo hasta el 6 de agosto de 2025.
Su carrera deportiva se resalta principalmente por sus éxitos con Atlético Nacional y Boca Juniors. Fue internacional con la selección de Colombia en 51 ocasiones. 
También desempeña un rol empresarial en su compañía "Imagen y Mercadeo Deportiva S.A.S", la cual es dueña de los derechos de Showbol en Colombia.

## Trayectoria

### Inicios
Tras debutar con el Deportivo Pereira en 1990 pasó al club Atlético Nacional donde ganó el campeonato colombiano en 1991 y 1994, además de la Copa Interamericana de 1995, se mantuvo en el equipo por un total de 7 años.

### Boca Juniors
Llegó a Boca Juniors en 1998, y a pesar de que al principio la gran cantidad de extranjeros en el equipo le impedía tener continuidad, al llegarle su momento no decepcionó al hincha de Boca, ni al técnico, Carlos Bianchi, uno de los mejores que tuvo en su carrera según sus propias palabras.
Pudo darse el gusto de ganar dos campeonatos seguidos, la Copa Libertadores y la Copa Intercontinental, a pesar de estar lesionado, y sin poder jugar debido a los remedios que debió tomar durante una de sus lesiones.
En el Xeneize además de triunfar a nivel local consiguió sus únicos títulos a nivel internacional como profesional, entre los cuales destacan las Copas Libertadores de los años 2000 y 2001 y la Copa Intercontinental en el año 2000.

### México, Argentina y regreso a Colombia
También pasó por el fútbol mexicano jugando para el Puebla. Luego, en el 2003, llegaría al Club Atlético Chacarita Juniors. En el año 2004 jugaría en Talleres y ese mismo año volvería al Atlético Nacional donde terminaría su carrera en el año 2005, siendo campeón del torneo local.

### Despedida
Jugando en el estadio Atanasio Girardot del Atlético Nacional se despidió de la hinchada y de todos sus seguidores en un partido al cual asistió el argentino Diego Armando Maradona. Entre llanto y tristeza todos sus seguidores lo vieron despedirse del fútbol con la camiseta número “5” con la cual logró el último título con el Atlético Nacional.

## Litigios judiciales
El 5 de mayo de 2015, fue acusado públicamente en su Colombia natal, en el programa televisivo Séptimo día, de estafar a un innumerable número de jóvenes futbolistas con la promesa de que habían sido fichados por clubes argentinos, haciéndolos viajar hasta el país pidiéndoles por adelantado una comisión por los supuestos fichajes.
En mayo de 2018 fue detenido por la justicia estadounidense por lavado de dinero. Un mes después, precisamente en junio, un tribunal de Buenos Aires lo relacionó con los delitos de tráfico de drogas y lavado de dinero en Argentina por una cifra cercana a los tres millones de dólares.
Igualmente en 2019, fue acusado ante una corte de los Estados Unidos por el narcotraficante José Bayron Piedrahíta (conocido por sus alias de El Árabe o El Patrón de Caucasia) de haber cometido el delito de lavado de dinero junto con la viuda e hijo de Pablo Escobar mediante negocios inmobiliarios en Argentina y Panamá.

## Selección nacional
Con la Selección Colombia jugó un total de 51 partidos, con la que anotó dos goles, divididos en 31 amistosos, 18 de eliminatorias y 3 en el Mundial de 1998.

### Participaciones enEliminatorias al Mundial
| Eliminatoria                                | Sede del Mundial       | Posición               | Resultado   | PJ                                 | GA | Asis |
| ------------------------------------------- | ---------------------- | ---------------------- | ----------- | ---------------------------------- | -- | ---- |
| Eliminatorias Mundial de USA 1994           | Estados Unidos         | 1°lugar Grupo A 10pts  | Clasificado | 0 (una convocatoria como suplente) | 0  | 0    |
| Eliminatorias Mundial de Francia 1998       | Francia                | 3°lugar 28pts          | Clasificado | 12                                 | 2  | 0    |
| Eliminatorias Mundial de Corea y Japón 2002 | Corea del Sur y Japón  | 6°lugar 27pts          | Eliminado   | 6                                  | 0  | 0    |
| Total en Eliminatorias                      | Total en Eliminatorias | Total en Eliminatorias | 2/3         | 18                                 | 2  | 0    |

### Participaciones enCopas del Mundo
| Mundial                  | Sede                     | Resultado                | PJ                           | GA | Asis |
| ------------------------ | ------------------------ | ------------------------ | ---------------------------- | -- | ---- |
| Mundial de USA 1994      | Estados Unidos           | Fase de grupos           | 0 (3 partidos como suplente) | 0  | 0    |
| Mundial de Francia 1998  | Francia                  | Fase de grupos           | 3                            | 0  | 0    |
| Total en Copas del Mundo | Total en Copas del Mundo | Total en Copas del Mundo | 3                            | 0  | 0    |

### Goles
| 1 | 10 de noviembre de 1996 | Estadio Hernando Siles, La Paz, Bolivia          | Bolivia  | 1-1 | 2-2 | Eliminatorias Mundial de Francia 1998 |
| 2 | 2 de abril de 1997      | Estadio Defensores del Chaco, Asunción, Paraguay | Paraguay | 1-1 | 1-2 | Eliminatorias Mundial de Francia 1998 |

## Clubes

### Como jugador
| Club              | País      | Año       |
| ----------------- | --------- | --------- |
| Deportivo Pereira | Colombia  | 1990      |
| Atlético Nacional | Colombia  | 1991-1997 |
| Boca Juniors      | Argentina | 1998-2002 |
| Puebla            | México    | 2002-2003 |
| Chacarita Juniors | Argentina | 2003      |
| Talleres          | Argentina | 2004      |
| Atlético Nacional | Colombia  | 2004-2005 |

### Como formador
| Club         | País      | Año       | Cargo                          |
| ------------ | --------- | --------- | ------------------------------ |
| Boca Juniors | Argentina | 2020-2021 | Juveniles                      |
| Boca Juniors | Argentina | 2021-2022 | Reserva (entrenador asistente) |

### Como dirigente
| Club         | País      | Año       | Cargo             |
| ------------ | --------- | --------- | ----------------- |
| Boca Juniors | Argentina | 2022-2025 | Consejo de fútbol |

## Estadísticas
| Club                         | Temporada           | Liga        | Liga        | Copa Internacional | Copa Internacional | Total       | Total       |
| Club                         | Temporada           | PJ          | Goles       | PJ                 | Goles              | PJ          | Goles       |
| ---------------------------- | ------------------- | ----------- | ----------- | ------------------ | ------------------ | ----------- | ----------- |
| Deportivo Pereira · Colombia | 1990                | Desconocido | Desconocido | Desconocido        | Desconocido        | Desconocido | Desconocido |
| Atlético Nacional · Colombia | 1991-97 y 2004-05   | 278         | 29          | 38                 | 3                  | 316         | 32          |
| Boca Juniors Argentina       | 1998-02             | 90          | 2           | 31                 | 0                  | 121         | 2           |
| Puebla · México              | 2002-03             | 38          | 0           | Inaccesible        | Inaccesible        | 38          | 2           |
| Chacarita Argentina          | 2003                | 10          | 0           | Inaccesible        | Inaccesible        | 10          | 0           |
| Talleres Argentina           | 2004                | 18          | 0           | Inaccesible        | Inaccesible        | 18          | 0           |
| Total en su carrera          | Total en su carrera | 434         | 31          | 69                 | 3                  | 503         | 34          |

### Selección nacional
| Selección                | Año                      | Partidos | Goles |
| ------------------------ | ------------------------ | -------- | ----- |
| Absoluta                 | 1993                     | 1        | 0     |
| Absoluta                 | 1994                     | 10       | 0     |
| Absoluta                 | 1995                     | 4        | 0     |
| Absoluta                 | 1996                     | 11       | 1     |
| Absoluta                 | 1997                     | 9        | 1     |
| Absoluta                 | 1998                     | 8        | 0     |
| Absoluta                 | 1999                     | 2        | 0     |
| Absoluta                 | 2000                     | 1        | 0     |
| Absoluta                 | 2001                     | 5        | 0     |
| Total Selección Colombia | Total Selección Colombia | 51       | 2     |

## Palmarés y distinciones

### Campeonatos nacionales
| Título           | Club              | País      | Año    |
| ---------------- | ----------------- | --------- | ------ |
| Primera A        | Atlético Nacional | Colombia  | 1991   |
| Primera A        | Atlético Nacional | Colombia  | 1994   |
| Primera división | Boca Juniors      | Argentina | A-1998 |
| Primera división | Boca Juniors      | Argentina | C-1999 |
| Primera división | Boca Juniors      | Argentina | A-2000 |
| Primera A        | Atlético Nacional | Colombia  | I-2005 |

### Copas internacionales
| Título                | Club              | Sede         | Año  |
| --------------------- | ----------------- | ------------ | ---- |
| Copa Interamericana   | Atlético Nacional | San José     | 1997 |
| Copa Libertadores     | Boca Juniors      | São Paulo    | 2000 |
| Copa Intercontinental | Boca Juniors      | Tokio        | 2000 |
| Copa Libertadores     | Boca Juniors      | Buenos Aires | 2001 |

### Distinciones individuales
| Distinción                        | Año  |
| --------------------------------- | ---- |
| Parte del Equipo Ideal de América | 1998 |
| Parte del Equipo Ideal de América | 2000 |
| Parte del Equipo Ideal de América | 2001 |